# تیم ملی فوتبال زیر ۲۱ سال اسپانیا
تیم ملی فوتبال زیر ۲۱ سال اسپانیا (اسپانیایی: Selección de fútbol sub-21 de España‎) نماینده فوتبال کشور اسپانیا در مسابقات فوتبال زیر ۲۱ سال اروپایی و بین‌المللی است که زیر نظر فدراسیون فوتبال سلطنتی اسپانیا فعالیت می‌کند.

## آمار مسابقات رسمی

### جام ملت‌های اروپا فوتبال زیر ۲۱ سال
| سال                                     | مرحله              | تعداد بازی | پیروزی | تساوی | شکست | گل زده | گل خورده |
| --------------------------------------- | ------------------ | ---------- | ------ | ----- | ---- | ------ | -------- |
| 1978                                    | مرحله انتخابی      | ۴          | ۲      | ۰     | ۲    | ۵      | ۸        |
| ۱۹۸۰                                    | مرحله انتخابی      | ۴          | ۱      | ۲     | ۱    | ۴      | ۲        |
| 1982                                    | یک‌چهارم نهایی      | ۶          | ۵      | ۰     | ۱    | ۱۴     | ۵        |
| 1984                                    | نایب‌قهرمانی        | ۱۰         | ۵      | ۲     | ۳    | ۱۱     | ۱۱       |
| 1986                                    | قهرمان             | ۱۰         | ۷      | ۱     | ۲    | ۱۸     | ۹        |
| 1988                                    | یک‌چهارم نهایی      | ۸          | ۴      | ۲     | ۲    | ۱۰     | ۴        |
| 1990                                    | یک‌چهارم نهایی      | ۶          | ۴      | ۰     | ۲    | ۵      | ۴        |
| 1992                                    | مرحله انتخابی      | ۷          | ۳      | ۲     | ۲    | ۶      | ۵        |
| 1994                                    | جایگاه سوم         | ۱۲         | ۹      | ۲     | ۱    | ۲۱     | ۹        |
| 1996                                    | نایب‌قهرمانی        | ۱۴         | ۱۰     | ۳     | ۱    | ۳۴     | ۱۴       |
| 1998                                    | قهرمان             | ۱۱         | ۱۰     | ۱     | ۰    | ۲۱     | ۶        |
| 2000                                    | جایگاه سوم انتخابی | ۱۴         | ۱۱     | ۳     | ۰    | ۳۱     | ۷        |
| 2002                                    | پلی‌آف انتخابی      | ۱۰         | ۶      | ۱     | ۳    | ۱۵     | ۹        |
| 2004                                    | پلی‌آف انتخابی      | ۱۰         | ۶      | ۲     | ۲    | ۱۷     | ۵        |
| 2006                                    | مرحله انتخابی      | ۱۰         | ۶      | ۲     | ۲    | ۳۷     | ۸        |
| 2007                                    | پلی‌آف انتخابی      | ۴          | ۲      | ۱     | ۱    | ۸      | ۴        |
| 2009                                    | مرحله گروهی        | ۱۳         | ۱۰     | ۱     | ۲    | ۲۷     | ۷        |
| جام ملت‌های اروپا فوتبال زیر ۲۱ سال ۲۰۱۱ | قهرمان             | ۱۵         | ۱۲     | ۲     | ۱    | ۳۱     | ۸        |
| 2013                                    | قهرمان             | ۱۵         | ۱۴     | ۱     | ۰    | ۴۷     | ۵        |
| 2015                                    | پلی‌آف انتخابی      | ۱۰         | ۷      | ۲     | ۱    | ۲۵     | ۸        |
| جام ملت‌های اروپا فوتبال زیر ۲۱ سال ۲۰۱۷ | نایب‌قهرمانی        | ۱۷         | ۱۱     | ۴     | ۲    | ۴۴     | ۱۳       |
| مجموع                                   | ۱۳/۲۱              | ۲۱۰        | ۱۴۵    | ۳۴    | ۳۱   | ۴۳۱    | ۱۵۱      |

## افتخارات فردی
| سال                                     | Golden Player   | Golden Boot   |
| 1986                                    | مانوئل سانچز    |               |
| 1998                                    | فرانسسک آرنائو  |               |
| جام ملت‌های اروپا فوتبال زیر ۲۱ سال ۲۰۱۱ | خوان ماتا       | آدرین لوپز    |
| 2013                                    | تیاگو آلکانتارا | آلوارو موراتا |
| جام ملت‌های اروپا فوتبال زیر ۲۱ سال ۲۰۱۷ | دنی سبایوس      | سائول نیگس    |
| --------------------------------------- | --------------- | ------------- |

## آمار بازیکنان

### بیشترین حضور
| رده | بازیکت              | باشگاه(ها)                                                                                 | سال(ها)   | بازی‌های زیر ۲۱ سال |
| --- | ------------------- | ------------------------------------------------------------------------------------------ | --------- | ------------------ |
| ۱   | آنتونیو ماکدا       | باشگاه فوتبال اسپورتینگ خیخون                                                              | ۱۹۷۷      | ۳۶                 |
|     | جرارد دلوفئو        | باشگاه فوتبال بارسلونا، باشگاه فوتبال اورتون، باشگاه فوتبال سویا، باشگاه فوتبال آ.ث. میلان | ۲۰۱۲–۲۰۱۷ | ۳۶                 |
| ۳   | ایکر مونیاین        | باشگاه فوتبال اتلتیک بیلبائو                                                               | ۲۰۱۱–۲۰۱۴ | ۳۱                 |
| ۴   | Santiago Denia      | Albacete, باشگاه فوتبال اتلتیکو مادرید                                                     | ۱۹۹۲–۱۹۹۶ | ۲۷                 |
|     | Josico              | Albacete                                                                                   | ۱۹۹۶–۱۹۹۷ | ۲۷                 |
|     | داوید د خیا         | باشگاه فوتبال اتلتیکو مادرید، باشگاه فوتبال منچستر یونایتد                                 | ۲۰۰۹–۲۰۱۳ | ۲۷                 |
| ۷   | ژاوی                | باشگاه فوتبال بارسلونا                                                                     | ۱۹۹۸–۲۰۰۱ | ۲۵                 |
|     | دیه‌گو کاپل          | باشگاه فوتبال سویا                                                                         | ۲۰۰۷–۲۰۱۱ | ۲۵                 |
|     | سائول نیگس          | باشگاه فوتبال رایو وایکانو، باشگاه فوتبال اتلتیکو مادرید                                   | ۲۰۱۳–۲۰۱۷ | ۲۵                 |
| ۱۰  | اسکار گارسیا جونینت | باشگاه فوتبال بارسلونا، Albacete                                                           | ۱۹۹۲–۱۹۹۶ | ۲۴                 |
|     | خاوی مارتینز        | باشگاه فوتبال اتلتیک بیلبائو                                                               | ۲۰۰۷–۲۰۱۱ | ۲۴                 |
|     | الیور تورس          | باشگاه فوتبال اتلتیکو مادرید، باشگاه فوتبال پورتو                                          | ۲۰۱۳–۲۰۱۶ | ۲۴                 |

### بهترین گلزنان
| رده | بازیکن              | باشگاه(ها)                                                                                 | سال(ها)   | گل‌های زیر ۲۱ ساله |
| --- | ------------------- | ------------------------------------------------------------------------------------------ | --------- | ----------------- |
| ۱   | جرارد دلوفئو        | باشگاه فوتبال بارسلونا، باشگاه فوتبال اورتون، باشگاه فوتبال سویا، باشگاه فوتبال آ.ث. میلان | ۲۰۱۲–۲۰۱۷ | ۱۷                |
| ۲   | رودریگو             | باشگاه فوتبال بنفیکا                                                                       | ۲۰۱۱–۲۰۱۳ | ۱۵                |
| 3   | آلوارو موراتا       | باشگاه فوتبال رئال مادرید، باشگاه فوتبال یوونتوس                                           | ۲۰۱۳–۲۰۱۴ | ۱۳                |
| ۴   | اسکار گارسیا جونینت | باشگاه فوتبال بارسلونا، Albacete                                                           | ۱۹۹۲–۱۹۹۶ | ۱۲                |
| ۵   | ایسکو               | باشگاه فوتبال مالاگا، باشگاه فوتبال رئال مادرید                                            | ۲۰۱۱–۲۰۱۴ | ۱۰                |
|     | منیر الحدادی        | باشگاه فوتبال بارسلونا                                                                     | ۲۰۱۴–۲۰۱۶ | ۱۰                |
| ۷   | Pablo Couñago       | باشگاه فوتبال سلتاویگو، باشگاه فوتبال ایپسویچ تاون                                         | ۱۹۹۹–۲۰۰۱ | ۹                 |
|     | آدرین لوپز          | باشگاه فوتبال دپورتیوو لاکرونیا، باشگاه فوتبال اتلتیکو مادرید                              | ۲۰۰۷–۲۰۱۱ | ۹                 |
|     | سائول نیگس          | باشگاه فوتبال رایو وایکانو، باشگاه فوتبال اتلتیکو مادرید                                   | ۲۰۱۳–۲۰۱۷ | ۹                 |
| ۱۰  | خولن گوئررو         | باشگاه فوتبال اتلتیک بیلبائو                                                               | ۱۹۹۲–۱۹۹۴ | ۸                 |
|     | رائول               | باشگاه فوتبال رئال مادرید                                                                  | ۱۹۹۵–۱۹۹۶ | ۸                 |
|     | جاناتان سوریانو     | باشگاه فوتبال اسپانیول                                                                     | ۲۰۰۵      | ۸                 |